# Luis Carlos Murillo
Luis Carlos Murillo (Turbo, Antioquia, Colombia; 15 de octubre de 1990) es un futbolista colombiano. Se desempeña como defensa lateral con perfil izquierdo. Actualmente juega en el VPS de la Veikkausliiga de Finlandia.

## Clubes
| Club            | País      | Año         |
| --------------- | --------- | ----------- |
| Once Caldas     | Colombia  | 2010 - 2013 |
| Deportivo Pasto | Colombia  | 2013 - 2014 |
| Once Caldas     | Colombia  | 2014 - 2017 |
| KuPS Kuopio     | Finlandia | 2018 - 2019 |
| HJK Helsinki    | Finlandia | 2020 - 2021 |
| Valletta FC     | Malta     | 2022        |
| VPS             | Finlandia | 2022 - Act. |

## Estadísticas
| Club                       | Div.                | Temporada           | Liga  | Liga  | Copa nacional | Copa nacional | Copa internacional | Copa internacional | Total | Total |
| Club                       | Div.                | Temporada           | Part. | Goles | Part.         | Goles         | Part.              | Goles              | Part. | Goles |
| -------------------------- | ------------------- | ------------------- | ----- | ----- | ------------- | ------------- | ------------------ | ------------------ | ----- | ----- |
| Once Caldas · Colombia     | 1.ª                 | 2010                | 1     | 0     | 0             | 0             | -                  | -                  | 1     | 0     |
| Once Caldas · Colombia     | 1.ª                 | 2011                | 8     | 0     | 9             | 0             | -                  | -                  | 17    | 0     |
| Once Caldas · Colombia     | 1.ª                 | 2012                | 22    | 0     | 8             | 0             | -                  | -                  | 30    | 0     |
| Once Caldas · Colombia     | 1.ª                 | 2013                | 4     | 0     | 7             | 1             | -                  | -                  | 11    | 1     |
| Once Caldas · Colombia     | Total               | Total               | 35    | 0     | 24            | 1             | 0                  | 0                  | 59    | 1     |
| Deportivo Pasto · Colombia | 1.ª                 | 2013                | 11    | 0     | 0             | 0             | 5                  | 1                  | 16    | 1     |
| Deportivo Pasto · Colombia | 1.ª                 | 2014                | 9     | 0     | 0             | 0             | -                  | -                  | 9     | 0     |
| Deportivo Pasto · Colombia | Total               | Total               | 20    | 0     | 0             | 0             | 5                  | 1                  | 25    | 1     |
| Once Caldas · Colombia     | 1.ª                 | 2014                | 19    | 0     | 5             | 0             | -                  | -                  | 24    | 0     |
| Once Caldas · Colombia     | 1.ª                 | 2015                | 21    | 0     | 6             | 0             | 1                  | 0                  | 28    | 0     |
| Once Caldas · Colombia     | 1.ª                 | 2016                | 35    | 0     | 6             | 0             | -                  | -                  | 41    | 0     |
| Once Caldas · Colombia     | 1.ª                 | 2017                | 7     | 0     | 1             | 0             | -                  | -                  | 8     | 0     |
| Once Caldas · Colombia     | Total               | Total               | 82    | 0     | 18            | 0             | 1                  | 0                  | 101   | 0     |
| KuPS Kuopio · Finlandia    | 1.ª                 | 2018                | 27    | 0     | 4             | 0             | 2                  | 0                  | 33    | 0     |
| KuPS Kuopio · Finlandia    | 1.ª                 | 2019                | 26    | 0     | 4             | 0             | 4                  | 1                  | 34    | 1     |
| KuPS Kuopio · Finlandia    | Total               | Total               | 53    | 0     | 8             | 0             | 6                  | 1                  | 67    | 1     |
| HJK Helsinki · Finlandia   | 1.ª                 | 2020                | 20    | 0     | 9             | 0             | 0                  | 0                  | 29    | 0     |
| HJK Helsinki · Finlandia   | 1.ª                 | 2021                | 20    | 0     | 6             | 0             | 13                 | 0                  | 39    | 0     |
| HJK Helsinki · Finlandia   | Total               | Total               | 40    | 0     | 15            | 0             | 13                 | 0                  | 68    | 0     |
| Valletta FC Malta          | 1.ª                 | 2021-22             | 3     | 0     | 1             | 0             | -                  | -                  | 4     | 0     |
| Valletta FC Malta          | Total               | Total               | 3     | 0     | 1             | 0             | 0                  | 0                  | 4     | 0     |
| VPS · Finlandia            | 1.ª                 | 2022                | 7     | 0     | -             | -             | -                  | -                  | 7     | 0     |
| VPS · Finlandia            | Total               | Total               | 7     | 0     | 0             | 0             | 0                  | 0                  | 7     | 0     |
| Total en su carrera        | Total en su carrera | Total en su carrera | 240   | 0     | 58            | 1             | 25                 | 2                  | 323   | 3     |

## Palmarés

### Títulos nacionales
| Título              | Club         | País      | Año  |
| ------------------- | ------------ | --------- | ---- |
| Categoría Primera A | Once Caldas  | Colombia  | 2010 |
| Veikkausliiga       | KuPS Kuopio  | Finlandia | 2019 |
| Copa de Finlandia   | HJK Helsinki | Finlandia | 2020 |
| Veikkausliiga       | HJK Helsinki | Finlandia | 2020 |
| Veikkausliiga       | HJK Helsinki | Finlandia | 2021 |